# 空気調和・衛生工学会
公益社団法人空気調和・衛生工学会（こうえきしゃだんほうじん　くうきちょうわ・えいせいこうがっかい、英語: The Society of Heating, Air-Conditioning and Sanitary Engineers of Japan、略称：SHASE）は、空気調和、衛生、環境、エネルギー等に関する工学領域における学術団体として活動している。

## 沿革[2]
- 1917年7月28日- 煖房冷蔵協会として設立。
- 1927年5月4日- 社団法人 衛生工業協会に改称。
- 1962年5月4日- 社団法人 空気調和・衛生工学会に改称。
- 2012年4月1日- 公益社団法人 空気調和・衛生工学会の認定を受け移行。
- 2017年7月28日- 創立100周年。

## 活動内容
1. 研究発表会及び学術講演会、学術集会の開催
2. 講習会、見学会、セミナー、シンポジウム、研修会等の開催
3. 会誌、論文集、研究報告、資料その他の刊行
4. 調査、資料収集、情報収集、データベース作成
5. 研究、開発、技術開発、システム開発、ソフト開発
6. 研究・調査の援助、奨励
7. 技術基準の制定、技術検査の支援、助言
8. 論文・報文、技術の業績の表彰
9. 技術者資格の認定、空気調和、衛生、環境、エネルギー等の技術に関するコンテスト、政策提言
10. 学術・技術資料・文献の所蔵、公開
11. 空気調和、衛生、環境、エネルギー等に関する知識の社会への普及と展示会その他による広報
12. 国内外の関連学術団体との協力及び連携
13. その他この法人の目的を達成するための必要な事業

## 情報発信
『空気調和・衛生工学』
1917年（大正6年）創刊。空気調和・衛生工学会の会誌。月刊誌。
『空気調和・衛生工学会論文集』
空気調和・衛生工学会の論文集。月刊誌。
『空気調和・衛生工学会大会』
年1回、9月頃に開催される学術論文発表会。

## 委員会活動
90以上の常設の委員会・小委員会において調査研究等を行い、その成果を発表することで、広く知識と情報を提供している。

## 学会表彰制度
空気調和・衛生工学会賞
昭和38年（1963年）以来、学術と技術の進歩を図る目的で、毎年会員の論文、設備技術の業績などのなかから特に優秀なものに賞を贈って表彰している。
空気調和・衛生工学会特別賞「十年賞」「リニューアル賞」
「十年賞」は平成13年（2001年）より、「リニューアル賞」は平成25年（2013年）より、建築設備を長期間にわたり健全に維持する運用管理技術ならびに更新改修技術の発展と振興を図る目的で、特に優秀な会員の業績に対して賞を贈って表彰している。
空気調和・衛生工学会振興賞
昭和61年（1986年）以来、[空気調和・衛生工学と工業の振興と発展および新進の研究者・技術者を育成することを目的として、特に優秀な大学の学生、高校教育に携わる者の論・報文、会員の技術に関する業績に対して賞を贈って表彰している。
井上宇市記念賞
平成22年（2010年）より、空気調和設備及び環境工学分野に関する開発、設計、研究、教育に特に貢献のあった技術者、研究者に井上宇市賞、アジア国際賞を贈って表彰している。
篠原記念賞および篠原記念賞奨励賞
平成元年（1989年）以来、給排水又は衛生に関する工学技術の進展を推進する目的で毎年会員の論文および技術研究・開発の業績などのなかから特に優秀なものに賞を贈って表彰している。
空気調和・衛生工学会功績賞
平成16年（2004年）より、空気調和・衛生工学の発展ならびに本会の活動に顕著な功績のあった委員会、出版物等に対して賞を贈って表彰している。

## 役員
(2022年4月現在)

### 会長
- 大塚雅之(関東学院大学 )

### 副会長
- 倉渕隆(東京理科大学 )
- 飯嶋和明(三機工業 )
- 熊谷雅彦(日本ファシリティ・ソリューション )

## 歴代会長
- 阪田貞一    　大正6年7月～大正9年9月
- 曽彌達蔵   　 大正9年10月～大正11年9月
- 加茂正雄   　 大正11年10月～大正13年9月
- 中条精一郎    大正13年10月～大正14年9月
- 曽彌達蔵    　大正14年10月～昭和2年9月
- 真野文二    　昭和2年10月～昭和3年9月
- 横河民輔    　昭和3年10月～昭和4年9月
- 北浦重之   　 昭和4年10月～昭和5年9月
- 丹羽重光    　昭和5年10月～昭和6年9月
- 北浦重之    　昭和6年10月～昭和7年9月
- 竹村勘吾  　  昭和7年10月～昭和8年9月
- 関口八重吉    昭和8年10月～昭和9年9月
- 朝倉希一   　 昭和9年10月～昭和10年9月
- 茂庭忠次郎    昭和10年10月～昭和11年9月
- 杉村伊兵衛    昭和11年10月～昭和12年9月
- 大熊喜邦 　   昭和12年10月～昭和13年9月
- 米元晋一 　   昭和13年10月～昭和14年9月
- 北浦重之   　 昭和14年10月～昭和15年9月
- 大澤一郎  　  昭和15年10月～昭和16年9月
- 丹羽重光   　 昭和16年10月～昭和17年9月
- 朝倉希一   　 昭和17年10月～昭和18年9月
- 北浦重之 　   昭和18年10月～昭和21年9月
- 広瀬孝六郎    昭和21年4月～昭和23年3月
- 山中直次郎    昭和23年4月～昭和25年3月
- 広瀬孝六郎    昭和25年4月～昭和27年3月
- 石川政吉   　 昭和27年4月～昭和29年3月
- 平山嵩          昭和29年4月～昭和31年3月
- 畔柳健太郎    昭和31年4月～昭和33年3月
- 石川政吉   　 昭和33年4月～昭和35年3月
- 渡辺要          昭和35年4月～昭和39年3月
- 内田秀雄  　  昭和39年4月～昭和43年3月
- 渡辺要          昭和43年4月～昭和45年3月
- 内田秀雄   　 昭和45年4月～昭和47年3月
- 小林陽太郎    昭和47年4月～昭和49年3月
- 勝田高司  　  昭和49年4月～昭和51年3月
- 井上宇市   　 昭和51年4月～昭和55年3月
- 藤井正一   　 昭和55年4月～昭和59年3月
- 篠原隆政  　  昭和59年4月～昭和63年3月
- 橋口敬          昭和63年4月～平成2年3月
- 吉澤晋          平成2年4月～平成6年3月
- 木村健一    　平成6年4月～平成8年3月
- 松尾陽          平成8年4月～平成10年3月
- 紀谷文樹       平成10年4月～平成12年3月
- 田中俊六  　  平成12年4月～平成14年3月
- 村上周三   　 平成14年4月～平成16年3月
- 水野稔          平成16年4月～平成18年3月
- 鎌田元康    　平成18年4月～平成20年3月
- 射場本忠彦    平成20年4月～平成22年3月
- 坂本雄三 　   平成22年4月～平成24年3月
- 加藤信介  　  平成24年4月～平成26年3月
- 井上隆          平成26年4月～平成28年3月
- 奥宮正哉 　   平成28年4月～平成30年3月
- 田辺新一   　 平成30年4月～令和2年3月
- 大塚雅之 　   令和2年4月～

## 資格検定試験
空気調和・衛生工学会設備士試験とは、建築設備における空気調和、給排水衛生設備の設計、工事監理、環境衛生管理および調査を行う技術者のための資格検定試験。昭和31年の制度創設以来、毎年1回実施されている空気調和・衛生工学部門の専門技術者資格である。